# Gruppo Pavia
Il Gruppo Pavia è il nome dato da accademici belgi e internazionali a un gruppo di riflessione politico incentrato sull'idea di creare una nuova solidarietà tra tutti i belgi eleggendo alcuni dei deputati alla Camera dei rappresentanti (con sede a Bruxelles) la base di un distretto elettorale esteso a tutto il territorio del Belgio, e questo contrariamente al sistema tradizionale che basa l'elezione dei deputati su una divisione del paese in diverse circoscrizioni di cui gli eletti sono soprattutto portatori di interessi locali, mentre, secondo la costituzione belga, devono considerarsi come rappresentanti di tutto il popolo belga. Il sistema del singolo collegio elettorale è difeso in particolare dal filosofo Philippe Van Parijs.

## Opere
- Le sens du politique: Essai sur l'humanisme démocratique Laurent De Briey
- La Belgique en mutation: systèmes politiques et politiques publiques (1968-2008) Jean Beaufays, Geoffroy Matagne
- Émulations n°10 : Belgique : sortir de crise(s) Stéphane Baele